# کاستل گابیانو
کاستل گابیانو (به ایتالیایی: Castel Gabbiano) یک کومونه در ایتالیا است که در استان کریمونا واقع شده‌است. کاستل گابیانو ۵ کیلومتر مربع مساحت و ۴۸۲ نفر جمعیت دارد و ۱۰۰ متر بالاتر از سطح دریا واقع شده‌است.